# Potentilla spoliata
Potentilla spoliata es una especie de planta del género Potentilla, perteneciente a la familia Rosaceae.

## Taxonomía
Potentilla spoliata fue descrita por Jiří Soják en 1993.

## Distribución
Se encuentra en el territorio de Qinghai y Gansu.